# Drepanoxiphus minutus
Drepanoxiphus minutus är en insektsart som beskrevs av Brunner von Wattenwyl 1895. Drepanoxiphus minutus ingår i släktet Drepanoxiphus och familjen vårtbitare. Inga underarter finns listade i Catalogue of Life.